# Zaccaria (profeta minore)
Zaccaria (fl. VI-V secolo a.C.) è uno dei dodici Profeti minori.
Il suo nome (in ebraico זְכַרְיָה‎?, Zekharyah/Zəḵaryāh) significa "Jahvé ricorda" ed è autore dell'omonimo libro classificato tra i libri profetici (detti Neviìm) nella Bibbia ebraica e nell'Antico Testamento nella Bibbia cristiana. Iniziò la sua missione profetica intorno al 520 a.C., cioè "nell'ottavo mese dell'anno secondo di Dario" (Zc 1, 1).
Visse nel periodo dopo l'esilio babilonese e si preoccupò molto della ricostruzione del tempio di Gerusalemme. Come il profeta Ezechiele ebbe un'estrazione sacerdotale. Zaccaria è venerato come santo dalla Chiesa cattolica e celebrato il 6 settembre. Col nome di Zakariyāʾ, è annoverato dall'Islam tra i profeti che precedettero Maometto. La tradizione vuole la sua tomba nella moschea degli Omayyadi di Aleppo.